# Congresso internazionale di studi fenici e punici
Il Congresso Internazionale di Studi Fenici e Punici è un congresso di archeologia fenicio-punica.

## Storia
È stato fondato nel 1979 a Roma da Sabatino Moscati, e da allora si è tenuto a Roma, a Tunisi, a Cadice, a Palermo, a Lisbona, a Hammamet, a Carbonia, a Oristano e a Ibiza con la partecipazione di studiosi francesi, spagnoli, italiani, portoghesi e libanesi.

## Edizioni
1. Italia, Roma: 5-10 novembre 1979[2][1]
2. Italia, Roma: 9-14 novembre 1987[3][1]
3. Tunisia, Tunisi: 1992[1]
4. Spagna, Cadice: 2-6 ottobre 1995[1]
5. Italia, Palermo-Marsala: 2-8 ottobre 2000[4][1]
6. Portogallo, Lisbona: 26 settembre - 1º ottobre 2005[1]
7. Tunisia, Hammamet: 11-14 novembre 2009[1]
8. Italia, Carbonia-Sant'Antioco: 21-26 ottobre 2013[5][1]
9. Italia, Oristano: primavera 2017[1]
10. Spagna, Ibiza: 17-21 ottobre 2022[6]